# Rendville
Rendville är en ort (village) i Perry County i Ohio. Vid 2010 års folkräkning hade Rendville 36 invånare.
Rendville grundades 1879 av William P. Rend. I andra gruvorter i regionen fanns det fördomar mot Rendville, eftersom orten var integrerad. William P. Rend anställde både afroamerikaner och invandrare från  Europa och invånarna bodde sida vid sida oavsett härkomst.